# Кожевников, Сергей Николаевич (легкоатлет)
Серге́й Никола́евич Коже́вников (род. 12 мая 1970, Муром, Владимирская область) — российский легкоатлет, специалист по бегу на средние дистанции. Выступал за сборную России по лёгкой атлетике во второй половине 1990-х — первой половине 2000-х годов, многократный победитель и призёр первенств национального значения, участник ряда крупных международных стартов. Представлял Рязанскую область и Москву. Мастер спорта России международного класса. Тренер по лёгкой атлетике.

## Биография
Сергей Кожевников родился 12 мая 1970 года в Муроме Владимирской области. С 15 лет постоянно проживал в Рязани.
Впервые заявил о себе на взрослом всероссийском уровне в сезоне 1993 года, когда выиграл бронзовую медаль в беге на 800 метров на чемпионате России в Москве.
В 1994 году в той же дисциплине взял бронзу на зимнем чемпионате России в Липецке и серебро на летнем чемпионате России в Санкт-Петербурге.
На чемпионате России 1995 года в Москве вновь стал серебряным призёром на дистанции 800 метров.
В 1996 году был вторым на зимнем чемпионате России в Москве.
В 1997 году в беге на 800 метров одержал победу на зимнем чемпионате России в Волгограде и на летнем чемпионате России в Туле. Попав в основной состав российской национальной сборной, выступил на чемпионате мира в Афинах, но не смог пройти здесь дальше предварительного квалификационного этапа. Также, будучи студентом, отметился выступлением на Универсиаде в Сицилии, где занял седьмое место в беге на 800 метров и пятое место в эстафете 4 × 400 метров.
В 1998 году на зимнем чемпионате России в Москве вновь превзошёл всех соперников в дисциплине 800 метров, после чего стартовал на чемпионате Европы в помещении в Валенсии. На летнем чемпионате России в Москве так же был лучшим на дистанции 800 метров, принимал участие в чемпионате Европы в Будапеште.
На чемпионате России 1999 года в Туле добавил в послужной список ещё одну награду золотого достоинства, выигранную в беге на 800 метров.
В 2000 году завоевал золото на зимнем чемпионате России в Волгограде, выступил на чемпионате Европы в помещении в Генте.
В 2001 году получил серебро на зимнем чемпионате России в Москве, стартовал на чемпионате мира в помещении в Лиссабоне, стал серебряным призёром на летнем чемпионате России в Туле.
В 2002 году выиграл серебряную медаль на зимнем чемпионате России в Волгограде, финишировал пятым на чемпионате Европы в помещении в Вене.
В 2003 года в очередной раз победил в беге на 800 метров на зимнем чемпионате России в Москве, дошёл до стадии полуфиналов на чемпионате мира в помещении в Бирмингеме.
В 2004 году в дисциплине 800 метров взял бронзу на зимнем чемпионате России в Москве..
За выдающиеся спортивные достижения удостоен почётного звания «Мастер спорта России международного класса». Впоследствии работал тренером по лёгкой атлетике в рязанской спортшколе олимпийского резерва «Олимпиец».